# 고양종합운동장 보조경기장
고양종합운동장 보조경기장(高陽総合運動場補助競技場, Goyang Auxiliary Stadium)은 대한민국 경기도 고양시에 있는 스포츠 시설이다. 천연잔디 필드와 천연탄성고무 트랙이 갖춰진 다목적 경기장으로, 2003년 9월에 준공되었다.

## 참고 문헌
- 〈고양종합운동장〉. 《두피디아》. 두산.
- “고양종합운동장 보조경기장”. 고양도시관리공사.
- 《전국 공공체육 시설 현황 (2017년말 기준)》. 대한민국 문화체육관광부. 2019.
- 《2019년 전국 공공체육시설 현황 (2018년말 기준)》. 대한민국 문화체육관광부. 2020.
- 《2022년 전국 공공체육시설 현황 (2021년말 기준)》. 대한민국 문화체육관광부. 2023.
- 《2023 전국 공공체육시설 현황 (2022년 12월말 기준)》. 대한민국 문화체육관광부. 2024.

## 같이 보기
- 고양종합운동장